# Boso von Tuscien
Boso (* vor 911; † nach 936) aus der Familie der Bosoniden war 911–931 Graf von Avignon und Vaison, 926–931 Graf von Arles und 931–936 Markgraf von Tuscien; er war der jüngere Sohn des Grafen Theotbald von Arles und der Bertha von Lothringen. Sein Großvater väterlicherseits war der Herzog Hugbert von Transjuranien, sein Großvater mütterlicherseits der König Lothar II. von Lotharingien (Karolinger). Sein älterer Bruder war Hugo I., König von Italien.
926 folgte er seinem Bruder als Graf von Arles, als dieser zum König von Italien gekrönt wurde. Auch Boso wandte sich nach Italien, wo er 931 – nachdem Hugo seinen Halbbruder Lambert von Tuszien hatte blenden lassen – Markgraf von Tuscien wurde. Bei seinem Weggang wurde sein Schwiegersohn Boso I. sein Nachfolger.
Er heiratete Willa, die 936 bezeugt ist, eine Tochter des Rudolf I König von Burgund (Welfen), mit der er vier Töchter hatte: 
1. Berta († nach 18. August 965) ⚭ I um 928 Boso I., Graf von Provence († 935 nach 13. September) (Buviniden), ⚭ II um 936 Raimund Graf von Rouergue († 961/965) Markgraf von Septimanien, 936 Herzog von Aquitanien
2. Willa († nach 963 im Kloster), ⚭ um 930/931 Berengar II. († 6. August 966 in Bamberg), 924 Markgraf von Ivrea, 950–961/962 König von Italien
3. Richilde
4. Gisla